# فين بيكر
فين بيكر (بالإنجليزية: Vin Baker)‏ مواليد 23 نوفمبر 1971 في ليك ويلز، هو لاعب كرة سلة أمريكي سابق بدأ مسيرته الاحترافية في سنة 1993. يبلغ طوله 6 قدم 11 بوصة (2.1 م). اعتزل اللعب في 2006.

## فرق لعب لها
- ميلووكي باكز
- بوسطن سيلتكس
- نيويورك نيكس
- هيوستن روكتس
- لوس أنجلوس كليبرز

## الميداليات
| الميدالية | المسابقة                             |
| --------- | ------------------------------------ |
| ذهبية     | الألعاب الأولمبية الصيفية 2000       |
| ذهبية     | بطولة أمم الأمريكتين لكرة السلة 1999 |

## روابط خارجية
- فين بيكر على موقع الاتحاد الدولي لكرة السلة (الإنجليزية)
- فين بيكر على موقع إن بي أي (الإنجليزية)
- فين بيكر على موقع سبورتس رفرنس (الإنجليزية)
- فين بيكر على موقع كرة السلة الأوروبية.كوم (الإنجليزية)
- فين بيكر على موقع إي إس بي إن.كوم (الإنجليزية)
- فين بيكر على موقع كلية كرة السلة في سبورتس رفرنس.كوم (الإنجليزية)
- فين بيكر على موقع ريلجم (الإنجليزية)
- فين بيكر على موقع بروبوليرز (الإنجليزية)
- فين بيكر على موقع سبورتس رفرنس (الإنجليزية)
- فين بيكر على موقع سبورتس رفرنس (الإنجليزية)